# Ueno (Gunma)
Ueno (上野村 Ueno-mura?) es una villa en la prefectura de Gunma, Japón, localizada en la parte central de la isla de Honshū, en la región de Kantō. El 1 de marzo de 2021 tenía una población estimada de 1065 habitantes y una densidad de población de 6 personas por km².

## Geografía
Ueno se encuentra en el extremo suroeste de la prefectura de Gunma. Limita con el pueblo de Kanna y la villa de Nanmoku, así como con Chichibu y Ogano en la prefectura de Saitama y Kawakami, Kitaaiki, Sakuho y Minamiaiki en la prefectura de Nagano.

## Historia
Durante el período Edo, el área del actual Ueno era parte del territorio tenryō administrado directamente por el shogunato Tokugawa en la provincia de Kōzuke.
La villa de Ueno se estableció en el distrito de Minamikanra el 1 de abril de 1889. En 1896, el distrito de Minamikanra se unió con los distritos de Midono y Tago para crear el distrito de Tano. El 12 de agosto de 1985, el vuelo 123 de Japan Airlines, que se dirigía del aeropuerto de Haneda al aeropuerto de Itami, se estrelló contra un área dentro de los límites de la villa de Ueno, muriendo 520 personas en el accidente de aviación de un solo avión más mortal de la historia.

## Economía
La economía de Ueno depende en gran medida de la agricultura y la silvicultura.

## Demografía
Según los datos del censo japonés, la población de Ueno ha descendido rápidamente en los últimos 60 años.
| Gráfica de evolución demográfica de Ueno entre 1940 y 2015 |
|                                                            |
| Oficina de Estadística de Japón                            |